# گاس دپرتن
گاس دپرتن (انگلیسی: Gus Dapperton؛ زادهٔ ۱۱ مارس ۱۹۹۷) خواننده، و ترانه‌پرداز اهل ایالات متحده آمریکا است. وی از سال ۲۰۱۵ میلادی تاکنون مشغول فعالیت است.